# Ambra Senatore
Ambra Senatore, née à Turin en 1976, est une chorégraphe italienne, chercheuse et enseignante à l’université de Milan et directrice du centre chorégraphique national de Nantes.

## Biographie
Née à Turin en 1976, Ambra Senatore suit des cours de danse à Turin, dès l'enfance. Elle découvre la danse contemporaine avec les spectacles de Pina Bausch, Maguy Marin. Elle s'inscrit  à l’Université en Lettres Modernes, option cinéma, théâtre et danse en Italie, puis à l’université de Paris VIII. Elle publie une thèse sur la danse contemporaine en 2004, qui est en 2007 en italien. Ambra Senatore mène une réflexion sur la danse et en même temps, l'exerce. 
Elle se forme avec différents chorégraphes, notamment Carolyn Carlson, Dominique Dupuy, Jean Cébron, Bill T. Jones, ou Karin Waehner. Elle travaille également sous les directions de Jean-Claude Gallotta, Georges Lavaudant, Marco Baliani, Michela Lucenti, Antonio Tagliarini. En 2001, elle fréquente l’Accademia Isola Danza di Venezia, dirigée par Carolyn Carlson.   
Elle intervient en tant que chercheuse et enseignante en cours d’histoire de la danse à l’université de Milan,.
À la fin des années 1990, elle crée des pièces en collaboratives puis termine un doctorat sur la danse contemporaine (2004) avant d’enseigner l’histoire de la danse à l’Université de Milan. De 2004 et 2009, elle axe ses recherches chorégraphiques sur des « solos »  qu’elle interprète : EDAsolo, Merce, Informazioni Utili, Altro piccolo progetto domestico, Maglie, L’ottavo giorno (créé avec Antonio Tagliarini) avant de passer à des pièces de groupe : Passo (2010) en version duo puis quintet, A Posto (2011), trio féminin et John (2012). Avec sa compagnie EDA, qu’elle créé en 2012 à Besançon, elle chorégraphie sa première pièce jeune public avec le texte de Fabrice Melquiot, Nos amours bêtes (2013), qui sera suivie en 2016 de Quante Storie, projet du dispositif « Au pied de la lettre », qu’elle compose en miroir avec Loic Touzé.
En 2014 elle présente Aringa Rossa, pièce pour neuf danseurs à la Biennale de Lyon faite de duos, de tableaux, de dialogues recomposés. Après Pièces (2016), elle crée au festival 2017 d’Avignon Scena madre spectacle pour sept danseurs.
Ambra Senatore recherche les moments de partage avec les spectateurs. Ses créations sont souvent empreintes d'humour et de subtilité; et présentent une synthèse entre Pina Bausch et Buster Keaton.  
Depuis janvier 2016 elle est directrice du centre chorégraphique national de Nantes et succède à Claude Brumachon. 
Sur le territoire nantais, elle propose des créations in situ dans les écoles (Petits pas et Pas au tableau) ou les musées, des rendez-vous Primavera, Festival Trajectoires, chorégraphie les intermèdes dansés de l’opéra Cendrillon de Jules Massenet et se lance dans des Conversation, dialogue ouvert avec la danse (2019) autour de la démarche créative. En 2018, elle présente à la Maison de la musique de Nanterre, Giro di pista, bal participatif pour les enfants et les familles, coécrit avec le chorégraphe Marc Lacourt avec lequel elle crée Il nous faudrait un secrétaire.

## Créations chorégraphiques
- Premières épreuves, EDA, 2004, solo
- Merce, Eda, 200
- Passo, 2010, pièce pour 3 danseuses et 2 danseurs
- A Posto, 2011, spectacle pour trois femmes
- Aringa Rossa, 2014
- Pièces, 2016
- Scena Madre, 2017
- Giro di pista, 2018
- Il nous faudrait un secrétaire, 2020

## Publications
- (it) La danza d’autore. Vent’anni di danza contemporanea in Italia, Turin, UTET, 2007.